# Маркина, Елена Степановна
Елена Степановна Маркина  (род. 11 октября 1937) — советская и российская актриса театра. Народная артистка РФ (2010).

## Биография
Родилась 11 октября 1937 года.
В 1960 году окончила Ленинградский театральный институт имени А. Н. Островского (курс Б. П. Петровых и А .И. Авербух) и была принята в ленинградский Театр драмы и комедии на Литейном, затем в 1964 года перешла в Театр имени Ленсовета, в котором работает по настоящее время. Читала художественные произведения на ленинградском радио.
В 1993 году была удостоена звания «Заслуженная артистка России».
В 2010 году ей было присвоено почётное звание «Народная артистка России».
- Муж — народный артист РСФСР Леонид Дьячков (развелись в 1980).
  - Сын Филипп (1962—1986), погиб в автокатастрофе до рождения сына
    - Внук Филипп Филиппович Дьячков, актёр (род. 1987)

  - Сын Степан (род. 1975)

## Роли в театре
- «Мой бедный Марат» (Лика),
- «Трехгрошовая опера» (Полли Пичем),
- «Человек и джентльмен» (Виола),
- «Хождение по мукам» (Елизавета),
- «Человек со стороны» (Завьялова),
- «Двери хлопают» (Арлен, Мать),
- «Дульсинея Тобосская» (Тереса),
- «Ковалева из провинции» (Мария),
- «Трубадур и его друзья» (Атаманша),
- «Люди и страсти» (Жена, Натэлла),
- «Старомодная комедия» (Лидия Васильевна),
- «Свободная тема» (Саломея),
- «Кошка на раскаленной крыше» (Большая Ма),
- «Миссис Пайпер ведет следствие» (Миссис Пайпер),
- «Человек и джентльмен» (Флора),
- «Под одной крышей» (Нина Петровна),
- «Круглый стол под абажуром» (Елена Андреевна),
- «Собачье сердце» (Дарья Петровна),
- «Западня» (Юзя),
- «День рождения Кота Леопольда» (Бабушка Леопольда),
- «С болваном» (Марья 1),
- «Душечка» (Мавра),
- «Добрый человек из Сычуани» (Ми Дзю),
- «Фокусник из Люблина» (Эльжбета),
- «Мера за меру» (Перепрела),
- «Владимирская площадь» (Бубнова),
- «Казимир и Каролина» (Мария),
- «Королева красоты» (Мэг),
- «На всякого мудреца довольно простоты» (Манефа),
- «Заповедник» (Зина-Бисмарк)
- «Пятый десяток» (Ксения Ивановна Абрикосова)

## Награды и звания
- Заслуженный артист Российской Федерации  (1993)
- Народный артист Российской Федерации (2010)